# Lomelosia simplex
Lomelosia simplex é uma espécie de planta com flor pertencente à família Dipsacaceae. 
A autoridade científica da espécie é (Desf.) Raf., tendo sido publicada em Fl. Tellur. 4: 95. 1838.

## Portugal
Trata-se de uma espécie presente no território português, nomeadamente os seguintes táxones infraespecíficos:
- Lomelosia simplex subsp. simplex - presente em Portugal Continental. Em termos de naturalidade é nativa da região atrás referida. Não se encontra protegida por legislação portuguesa ou da Comunidade Europeia.
- Lomelosia simplex subsp. dentata - presente em Portugal Continental. Em termos de naturalidade é nativa da região atrás referida. Não se encontra protegida por legislação portuguesa ou da Comunidade Europeia.